# Primii pași
Primii pași este un album lansat de Riff în anul 1989, care marchează debutul discografic al formației sibiene de rock, la 19 ani de la înființarea acesteia. De asemenea, Primii pași este singurul album din catalogul Riff ce a fost lansat în formatul disc de vinil și singurul apărut în timpul regimului comunist. Cele 8 compoziții ale albumului, semnate în întregime de liderul Florin Grigoraș, reflectă stilul clasic de hard rock, abordat de formație pe parcursul anilor ’80, cu influențe de blues rock, rock and roll și chiar heavy metal. Ca marea majoritate a materialelor discografice de rock apărute înainte de Revoluția din decembrie 1989, nici acesta nu a scăpat de cenzura comunistă. Astfel, melodia „Povestea lor” a fost scoasă de pe disc din cauza primului vers – „Ea ar fi vrut zilnic dovezi de iubire” – sub pretextul că ar putea fi o aluzie la Elena Ceaușescu. Altă piesă, „Aurora”, a fost acceptată pe disc doar cu refrenul și titlul modificate, fiind redenumită „Ana-Maria”, pe motivul că de pe vasul „Aurora” a pornit Revoluția din Rusia în 1917. În prealabil, „Aurora” a intrat în topul revistei Săptămâna în perioada 20 noiembrie – 17 decembrie 1987, ajungând până pe locul al 4-lea între 27 noiembrie și 10 decembrie. Altă piesă inclusă pe Primii pași ce a intrat în același top este „Cercul vieții”, ce a ajuns până pe locul al 4-lea între 26 ianuarie și 19 februarie 1987. Albumul Primii pași a fost promovat printr-un turneu național în toamna lui 1989, susținut de Riff împreună cu Compact, care lansase cu un an înainte Cântec pentru prieteni. Datorită succesului avut cu acest prim album, Riff sunt rechemați în studiourile Electrecord pentru a imprima încă 6 piese, care au fost incluse, alături de cele 8 de pe vinil, pe caseta audio Riff, lansată în 1990. La 20 de ani de la apariția discului Primii pași, materialul este remasterizat și reeditat, în format compact disc. Tot atunci, o parte dintre piesele albumului sunt grupate într-un potpuriu, cântat în spectacolele formației.

## Piese
1. Primii pași
2. Nerostitele cuvinte
3. Păstrează-mă
4. Zile
5. Generația nouă
6. Ana-Maria
7. Cercul vieții
8. Un joc a fost

Muzică și versuri: Florin Grigoraș

## Personal
- Florin Grigoraș – bas, vocal
- Gabriel Orban – vocal
- Mircea Bunea – chitară
- Marius Dobra – chitară
- Lucian Fabro – baterie

Înregistrări muzicale realizate în studioul Tomis–Electrecord, București, 25 februarie – 3 martie 1989.

Maestru de sunet: Theodor Negrescu. Redactor muzical: Romeo Vanica. Copertă: Aniko Gerendi Găină. Producător: Electrecord.